# Урбаньчик, Януш
Януш Урбаньчик (пол. Janusz Urbańczyk; род. 19 мая 1967, Крашевице, Польша) — польский прелат и ватиканский дипломат. Титулярный архиепископ Воли с 25 января 2024. Апостольский нунций в Зимбабве с 25 января 2024.

## Ранние годы
Януш Урбанчик родился 19 мая 1967 года в Крашевице, Польская Народная Республика. После изучения философии и теологии 13 июня 1992 года он был рукоположен в священники Эльблонгской епархии и получил степень доктора канонического права. Чтобы подготовиться к карьере дипломата, в 1993 году он закончил курс обучения в Папской Церковной академии.

## Дипломатическая карьера

### Служба в апостольских нунциатурах
Он был секретарём в апостольских нунциатурах Боливии (1997—2000 годы), Словакии (2000—2004 годах), Новой Зеландии (2004—2007 годах) и вторым советником в апостольской нунциатуре Кении (2007—2010 годах), Словении и Македонии (2010—2012 годах). В 2012 году он занимал должность советника в аппарате Постоянного наблюдателя Святого Престола при Организации Объединённых Наций в Нью-Йорке. Капеллан Его Святейшества с 12 декабря 2002 года по 9 апреля 2011. Почётный прелат Его Святейшества с 9 апреля 2011 по 25 января 2024.

### Постоянный представитель Святоого Престола при международных организациях
12 января 2015 года Папа Франциск назначил монсеньора Урбанчика на несколько смежных должностей на дипломатической службе, все из которых находятся в Вене. В их число входят постоянный представитель Святого Престола при Международном агентстве по атомной энергии (МАГАТЭ), Организации по безопасности и сотрудничеству в Европе (ОБСЕ) и Подготовительной комиссии Организации Договора о всеобъемлющем запрещении ядерных испытаний (ОДВЗЯИ), а также постоянный наблюдатель Святого Престола в Организации Объединённых Наций по промышленному развитию (ЮНИДО) и Отделении Организации Объединённых Наций в Вене.

### Апостольский нунций
25 января 2024 года Папа Франциск назначил его апостольским нунцием в Зимбабве, а также присвоил ему титул титулярного архиепископа Воли. В 2024 году его планируют посвятить в сан архиепископа.